# Кілікія (царство)
Кілікія — царство на території сучасної Туреччини, що утворилася 612 до н. е. після занепаду Ассирії. Тривалий час балансувало між Лідією, Мідією та Нововавалонським царством. Добровільно підкорилося перському цареві Кіру Великому.

## Географія
Основу становив регіон Кілікія. Втім кордони протсягалися до Ісаврії, охоплювали південний схід Каппадокії, досягали міста Малатья, але не включали в себе.

## Історія
На території Кілікії з часів занепаду Хеттської держави уснувало декілька держав, основними з яких були Ку'е (західна і південно-західна частини), Хілакку (північна частина) і Пірінду (західна частина). Відомо про боротьбу цих царств проти Ассирії, починаючи з VIII ст. до н. е. Зрештою вони вимушені були визнати зверхність ассирійських царів.
Лише у 612 році до н. е. після знищення Ассирії військами Мідійського і Нововавилонського царств (за підтримки скіфів) держави Кілікії здобули незалежність. Ку'е зуміла приєднати до своїх володінь Хілакку і землі Камману навколо міста Комана. Володар об'єднання прийняв титул сіеннесі (на кшталт царя), який давні греки прийняли за ім'я.
Кілікійське царство було союзником Мідії. 587 року до н.е. цар Сіеннесіс I виступив посередником між мідійським царем Хувахштрою і лідійським — Аліаттом II,внаслідок чого було укладено мир між цими державами.
Також Кілікія намагалася дотримуватися дружніх стосунків з вавилонськими царями. Завдяки останнім 557 року до н. е. вдалося здолати царство Пірінду, що було союзником лідійської держави. Внаслідок цього 556 року до н.е. уся Кілікія опинилася під владою сіеннесі.
Політика не втручання у справи сусідів, гарні стосунки з усіма сприяли налагодження торговельних стосунків з давньогрецькими містами-державами Малої Азії, Кіпру, Лідією, Мідією, Вавилоном, Єгиптом. В свою чергу це сприяло економічному піднесенню Кілікійського царства.
У 547 році до н. е. без спротиву Кілікія визнала владу Персії. Натомість отримала статус залежного царства. Сплачувала данину у розмірі 360 коней і 500 срібних талантів, з яких 140 йшло для потреби військ в самій Кілікії.
493 року до н. е. Кілікію було перетворено на сатрапію. Це відбулося слідом за придушенням Іонійського повстання, якому допомагали карійці та союзний з ними кілікійський цар Сіеннесіс II. Данину було збільшено. Крім того Кілікія  повинна була тепер надавати війська, насамперед моряків, та судна (в різні часи від 600 до 100 бойових кораблів). Але представники династії продовжували керувати Кілікією (в середині йменувалися царями). 
У 400 році до н. е. за підтримку Кіра Молодшого царя-сатрапа Сіеннесіса III було повалено, а Кілікія втратила привілейований статус.

## Населеня
На у гірських районах мешкали громади найдавнішого населення Кілікії — елевферокілікі. Відбулося лувізмішення лувійського, хеттського і ахейського населення. Останні принесли сюди мікенську культуру, що поєдналася з хетською. Були поширенні лувійська, фінікійська та арамейська мови. Мовами писемності були дві перші мови. 

## Устрій
На чолі стояв цар, але розмір його влади невідомий. Столицею сбув Тарс.

### Правителі
- Сіеннесіс I (бл. 612— бл. 570 до н. е.)
- невідомий (бл. 570— бл. 540 до н. е.)
- Оромедон (бл. 540— бл. 510 до н. е.)
- Сіеннесіс II (бл. 510— бл. 480 до н. е.)
- ненвідомо
- Сіеннесіс III (?—400 до н. е.)

## Економіка
Були розвинені землеробство, скотарство, ремісництво і торгівля. На рівнинах у великій кількості вирощували зернові (просо, пшеницю і ячмінь), набуло розвитку садівництво і виноградорство. 
Тваринництво було представлено дрібною рогатою худобою і конярством. Останні були досить відомими на Близькому Сході. Славилася кілікійська порода кіз, що давало чимало молока й, голове, вовну. Країна виробляла багато шафрану, гарні ізюмні вина. Добували у значній кількості залізо. Гірські райони були багаті корабельним лісом. 
Ремесла були представлені гончарство, металургією (виготовленням різного начиння з заліза), суднобудування, обробка дерева. 
Вигідне географічне розташування сприяло посередницькій торгівля через перевали. Експортували ліс, залізо та коней. Також вивозилася риба, керамічний посуд. Важливими торговельними портами були Сіс, Адана і Тарс.

## Вірування
Основу становив певний синткретизм хетської та ахейської міфології. У V ст. до н.е. до царства став проникати мітраїзм.